# Јапски језик
Јапски језик је или посебна грана океанских језика или један од адмиралских језика. Јапским језиком говоре становници микронежанског острва државе Јап. Јапски језик је тешко класификовати.